# 東京消防庁ラグビー部
東京消防庁ラグビー部（とうきょうしょうぼうちょうラグビーぶ）は、2025年現在関東社会人リーグ1部に所属する東京消防庁のラグビーチーム。

## リーグ戦戦績
- 2012-2013 関東社会人リーグ1部 7位(1勝6敗)、1部・2部順位決定戦：3位、関東社会人リーグ1部残留
- 2013-2014 関東社会人リーグ1部 7位(1勝6敗)、1部・2部順位決定戦：2位、関東社会人リーグ1部残留
- 2014-2015 関東社会人リーグ1部 8位(7敗)、1部・2部順位決定戦：4位、関東社会人リーグ2部降格
- 2015-2016 関東社会人リーグ2部Dグループ 優勝、2部順位決定戦：3位、関東社会人リーグ2部残留
- 2016-2017 関東社会人リーグ2部Cグループ 優勝、1部・2部順位決定戦：1位、関東社会人リーグ1部昇格
- 2017-2018 関東社会人リーグ1部 6位(3勝4敗)
- 2018-2019 関東社会人リーグ1部 3位(5勝2敗)
- 2019-2020 関東社会人リーグ1部 7位(1勝6敗)、1部・2部順位決定戦：3位、関東社会人リーグ2部降格
- 2020-2021 リーグ戦中止
- 2021-2022 関東社会人リーグ2部A 優勝、関東社会人リーグ1部昇格
- 2022-2023 関東社会人リーグ1部 6位(3勝5敗)
- 2023-2024 関東社会人リーグ1部 5位(2勝5敗)
- 2024-2025 関東社会人リーグ1部 6位(2勝4敗1分)